# 交通セル
交通セル（こうつうセル、和製英語でトラフィックセルとも）とは、自動車交通の制限と誘導路で市街地を「セル（細胞）」状に仕切り、都心部の歩行環境と自動車利用の両立を図る都市交通政策である。
一般的に、都心環状道路の内側を、歩行者用道路（フルモール）や公共交通・歩行者道路（トランジットモール）で適宜区切ってセルとし、セル相互間の自動車流動や都心への流入車は、環状道路とそれから延びるセル内道路へ誘導することにより、自動車での都心アクセスを阻害せず、都心街路の自動車交通をコントロールする。
日本国内では、長野市や浜松市等で実施が検討・準備されている。